# John DiSanti
John T. DiSanti (* 25. Juni 1938 in Connecticut) ist ein US-amerikanischer Schauspieler.

## Leben
John DiSanti begann seine Filmkarriere 1974 mit einem Auftritt in Bob Fosses Filmbiografie Lenny an der Seite von Dustin Hoffman. Es folgten zahlreiche Auftritte in Filmen und Fernsehserien. Wiederholt trat er in Filmen des Regisseurs Peter Hyams auf, so in Ein Richter sieht rot, Diese zwei sind nicht zu fassen, Presidio und Das Relikt. 1987 trat er in Matthew Robbins′ Science-Fiction-Film Das Wunder in der 8. Straße an der Seite von Hume Cronyn und Jessica Tandy als Bauarbeiter Gus auf. Von 1991 bis 1993 übernahm er in 20 Episoden der Fernsehserie Ein amerikanischer Traum die Rolle des Sam Schenkkan.
Nach 1997 zog er sich von der Schauspielerei zurück.

## Filmografie
- 1974: Lenny
- 1975: Vermißt im Bermuda-Dreieck (Beyond the Bermuda Triangle, Fernsehfilm)
- 1977: Zwei außer Rand und Band (I due superpiedi quasi piatti, ungenannt)
- 1979: Heiße Ware (Hot Stuff)
- 1979: Die Wildschweine sind los! (King Frat)
- 1980: Alles in Handarbeit (Hardly Working)
- 1980: Daddy dreht durch (There Goes the Bride)
- 1980: ¿Qué pasa, U.S.A.? (Fernsehserie, 1 Episode)
- 1981: Die Augen eines Fremden (Eyes of a Stranger)
- 1981: Nobody’s Perfekt
- 1981: Die Sensationsreporterin (Absence of Malice)
- 1981: Today’s F.B.I. (Fernsehserie, 1 Episode)
- 1982: 9 to 5 (Fernsehserie, 1 Episode)
- 1983: Die Himmelhunde von Boragora (Tales of the Gold Monkey, Fernsehserie, 1 Episode)
- 1983: Magnum (Magnum, P.I., Fernsehserie, 1 Episode)
- 1983: Ein Richter sieht rot (The Star Chamber)
- 1983: The Rousters (Fernsehserie, 1 Episode)
- 1984: Polizeirevier Hill Street (Hill Street Blues, Fernsehserie, 1 Episode)
- 1984: Harrys wundersames Strafgericht (Night Court, Fernsehserie, 1 Episode)
- 1985: Street Hawk (Fernsehserie, 1 Episode)
- 1985: CBS Schoolbreak Special (Fernsehserie, 1 Episode)
- 1986: Remington Steele (Fernsehserie, 1 Episode)
- 1986: Unter der Sonne Kaliforniens (Knots Landing, Fernsehserie, 1 Episode)
- 1986: Diese zwei sind nicht zu fassen (Running Scared)
- 1986, 1987: Hunter (Fernsehserie, 2 Episoden)
- 1987: Nichts als Ärger mit dem Typ (Outrageous Fortune)
- 1987: Kid Kane (P.K. and the Kid)
- 1987: The Bronx Zoo (Fernsehserie, 2 Episoden)
- 1987: Das Wunder in der 8. Straße (*batteries not included)
- 1988: Maybe Baby – Am Anfang war der Klapperstorch (For Keeps?)
- 1988: Ganz große Klasse (Head of the Class, Fernsehserie, 1 Episode)
- 1988: Cagney & Lacey (Fernsehserie, 1 Episode)
- 1988: Presidio (The Presidio)
- 1988: Hochzeitsfieber (Going to the Chapel, Fernsehfilm)
- 1988: Simon & Simon (Fernsehserie, 1 Episode)
- 1988: Dance 'Til Dawn (Fernsehfilm)
- 1988: Ein Bulle aus Granit (Police Story: Gladiator School, Fernsehfilm)
- 1988: Die Tricks der Frauen (Tricks of the Trade, Fernsehfilm)
- 1988, 1992: Mord ist ihr Hobby (Murder, She Wrote, Fernsehserie, 1 Episode)
- 1989: Ein Grieche erobert Chicago (Perfect Strangers, Fernsehserie, 1 Episode)
- 1989: Allein gegen Al Capone (The Revenge of Al Capone, Fernsehfilm)
- 1989: Jesse aus dem All (Hard Time on Planet Earth, Fernsehserie, 1 Episode)
- 1989: Hardball (Fernsehserie, 1 Episode)
- 1989: Baywatch – Die Rettungsschwimmer von Malibu (Baywatch, Fernsehserie, 1 Episode)
- 1989: Golden Girls (The Golden Girls, Fernsehserie, 1 Episode)
- 1990: Alles Okay, Corky? (Life Goes On, Fernsehserie, 1 Episode)
- 1990: Freddy’s Nightmares: A Nightmare on Elm Street – Die Serie (Freddy’s Nightmares, Fernsehserie, 1 Episode)
- 1990: Zwischen Couch und Kamera (Going Places, Fernsehserie, 1 Episode)
- 1990: Das große Erdbeben in L.A. (The Big One: The Great Los Angeles Earthquake, Fernsehfilm)
- 1991: Keine wie die andere (Sibs, Fernsehserie, 1 Episode)
- 1991: Teuflisches Komplott (False Arrest, Fernsehfilm)
- 1991: 4x Herman (Herman’s Head, Fernsehserie, 1 Episode)
- 1991–1993: Ein amerikanischer Traum (Homefront, Fernsehserie, 20 Episoden)
- 1994: Almost Dead – Am Rande des Wahnsinns (Almost Dead)
- 1995: Emergency Room – Die Notaufnahme (ER, Fernsehserie, 1 Episode)
- 1995: (K)ein Vater gesucht (Man of the House)
- 1995: Courthouse (Fernsehserie, 1 Episode)
- 1996: High Incident – Die Cops von El Camino (High Incident, Fernsehserie, 1 Episode)
- 1996: New York Cops – NYPD Blue (NYPD Blue, Fernsehserie, 1 Episode)
- 1997: Das Relikt (The Relic)